# Championnat de Tanzanie de football 2004
Navigation
Édition suivante
La saison 2004 du championnat de Tanzanie est la quarantième édition de la Ligi Kuu Bara, le championnat de première division national tanzaniens, la première à se disputer sans les formations de Zanzibar. Les équipes engagées sont réparties en deux poules où elles affrontent deux fois leurs adversaires, à domicile et à l'extérieur. Les quatre premiers de chaque poule se qualifient pour le Super Eight tandis que les trois derniers sont relégués en deuxième division, afin de passer à un championnat à 16 clubs.
C'est le club de Simba SC qui remporte la compétition cette saison après avoir terminé en tête du Super Eight, avec neuf points d'avance sur Mtibwa Sugar et onze sur Young Africans FC. C'est le quinzième titre de champion de Tanzanie de l'histoire du club.

## Équipes participantes
- Arusha FC
- Vijana FC
- Reli Kigoma
- Bandari Mtwara
- JKT Ruvu Stars
- Tukuyu Stars FC
- Kariakoo FC
- Pallsons Arusha
- Kahama United
- Maji Maji FC
- Mji Mpwapwa
- Moro United
- Mtibwa Sugar
- Twiga Sports FC
- Polisi Dodoma
- Prisons SC
- Simba SC
- Karume Rangers FC
- Transit Camp FC
- Young Africans FC

## Compétition

### Première phase
Le classement est établi sur le barème de points classique (victoire à 3 points, match nul à 1, défaite à 0).
| Rang | Équipe                  | Pts | J  | G  | N | P | Bp | Bc | Diff |
| ---- | ----------------------- | --- | -- | -- | - | - | -- | -- | ---- |
| 1    | Prisons SC              | 33  | 16 | 10 | 3 | 3 | 16 | 7  | +9   |
| 2    | Young Africans FC       | 29  | 16 | 8  | 5 | 3 | 28 | 14 | +14  |
| 3    | Polisi Dodoma           | 27  | 15 | 8  | 3 | 4 | 20 | 14 | +6   |
| 4    | Arusha FC               | 22  | 16 | 7  | 1 | 8 | 21 | 20 | +1   |
| 5    | Maji Maji FC            | 20  | 16 | 4  | 8 | 4 | 13 | 14 | -1   |
| 6    | Transit Camp FC         | 17  | 15 | 5  | 2 | 8 | 9  | 12 | -3   |
| 7    | Bandari Mtwara          | 17  | 16 | 4  | 5 | 7 | 10 | 19 | -9   |
| 8    | Karume Rangers FC       | 15  | 16 | 4  | 3 | 9 | 8  | 20 | -12  |
| 9    | Vijana FC               | 14  | 16 | 2  | 8 | 6 | 7  | 12 | -5   |
| 10   | Reli Kigoma disqualifié | 9   | 12 | 3  | 0 | 9 | 8  | 20 | -12  |

| Rang | Équipe                  | Pts | J  | G | N | P | Bp | Bc | Diff |
| ---- | ----------------------- | --- | -- | - | - | - | -- | -- | ---- |
| 1    | Simba SC                | 29  | 14 | 9 | 2 | 3 | 19 | 9  | +10  |
| 2    | Moro United             | 24  | 14 | 7 | 3 | 4 | 17 | 9  | +8   |
| 3    | Mtibwa Sugar            | 22  | 14 | 6 | 4 | 4 | 13 | 9  | +4   |
| 4    | Kahama United           | 21  | 14 | 5 | 6 | 3 | 12 | 10 | +2   |
| 5    | JKT Ruvu Stars          | 19  | 14 | 4 | 7 | 3 | 12 | 8  | +4   |
| 6    | Twiga Sports            | 15  | 13 | 4 | 3 | 6 | 8  | 13 | -5   |
| 7    | Mji Mpwapwa             | 13  | 13 | 3 | 4 | 6 | 8  | 12 | -4   |
| 8    | Tukuyu Stars FC         | 8   | 14 | 1 | 5 | 8 | 6  | 23 | -17  |
| 9    | Kariakoo FC disqualifié | 4   | 8  | 1 | 1 | 6 | 1  | 11 | -10  |
| 10   | Pallsons Arusha abandon | 4   | 8  | 1 | 1 | 6 | 8  | 18 | -10  |

### Super Eight
| Rang | Équipe            | Pts | J  | G  | N | P  | Bp | Bc | Diff |
| ---- | ----------------- | --- | -- | -- | - | -- | -- | -- | ---- |
| 1    | Simba SC          | 34  | 14 | 10 | 4 | 0  | 18 | 6  | +12  |
| 2    | Mtibwa Sugar      | 25  | 14 | 7  | 4 | 3  | 25 | 16 | +9   |
| 3    | Young Africans FC | 23  | 14 | 7  | 2 | 5  | 20 | 12 | +8   |
| 4    | Prisons SC        | 22  | 14 | 6  | 4 | 4  | 14 | 11 | +3   |
| 5    | Moro United       | 20  | 14 | 4  | 8 | 2  | 18 | 11 | +7   |
| 6    | Polisi Dodoma     | 15  | 14 | 4  | 3 | 7  | 11 | 17 | -6   |
| 7    | Kahama United     | 6   | 14 | 1  | 3 | 10 | 4  | 21 | -17  |
| 8    | Arusha FC         | 6   | 14 | 0  | 6 | 8  | 8  | 24 | -16  |

|  | Qualification pour la Ligue des champions de la CAF 2005 |
|  | Qualification pour la Coupe de la confédération 2005     |

## Bilan de la saison
| Championnat de Tanzanie de football 2004                             |                      |
| Champion                                                             | Simba SC (15e titre) |
| Coupes et trophées                                                   |                      |
| Vainqueur de la Coupe de Tanzanie 2004                               | Non disputée         |
| Qualifications continentales                                         |                      |
| Ligue des champions de la CAF 2005                                   | Simba SC             |
| Coupe de la confédération 2005                                       | Prisons SC           |
| Coupe Kagame inter-club 2005                                         | Simba SC             |
| Coupe Kagame inter-club 2005                                         | Mtibwa Sugar         |
| Promotions et relégations                                            |                      |
| Promus en Championnat de Tanzanie de football                        | Kagera Sugar         |
| Promus en Championnat de Tanzanie de football                        | Ashanti United SC    |
| Relégués en Championnat de Tanzanie de football de deuxième division | Karume Rangers FC    |
| Relégués en Championnat de Tanzanie de football de deuxième division | Vijana FC            |
| Relégués en Championnat de Tanzanie de football de deuxième division | Reli Kigoma          |
| Relégués en Championnat de Tanzanie de football de deuxième division | Tukuyu Stars FC      |
| Relégués en Championnat de Tanzanie de football de deuxième division | Kariakoo FC          |
| Relégués en Championnat de Tanzanie de football de deuxième division | Pallsons Arusha      |